# Karl Schaper (Maler)

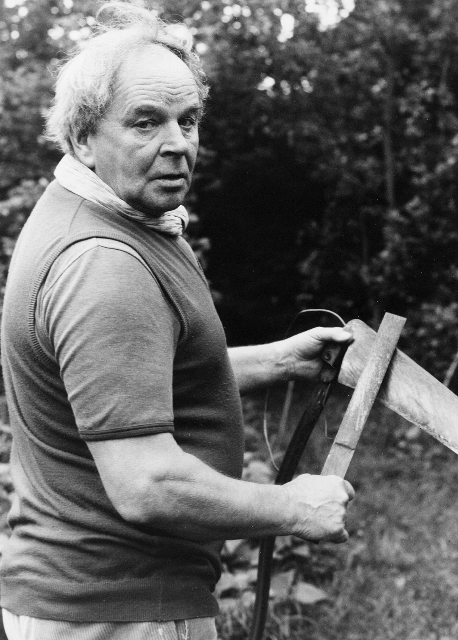
Karl Schaper

Karl Schaper (* 10. April 1920 in Berel; † 6. März 2008 in Apelnstedt) war ein deutscher Maler, Bildhauer, Grafiker und Konzeptkünstler. Er gehörte zu den bedeutenden Vertretern der Abstrakten Kunst nach dem Zweiten Weltkrieg.

## Leben
Karl Schaper wurde 1920 als Sohn niedersächsischer Kleinbauern geboren und ging in Wolfenbüttel zur Schule. Im Anschluss wurde er zur Wehrmacht eingezogen und nahm am Zweiten Weltkrieg teil, in dessen Verlauf er in Kroatien ein traumatisches Kriegserlebnis hatte, das Schaper als Erfahrung immer wieder, mythologisch verpackt, in seiner Kunst verarbeitete. Nach Kriegsende studierte er in Düsseldorf bei Ewald Mataré, dem Lehrer von Joseph Beuys, in Paris bei Fernand Léger und an der Kunstakademie in Kassel bei Arnold Bode, dem Begründer der documenta.
Schaper war mit der Weberin und Buchbinderin Susanne Schaper verheiratet. Beide arbeiteten auch künstlerisch eng zusammen. Die künstlerische Arbeit der Schapers bekam internationale Anerkennung und Aufmerksamkeit, als sie 1959 auf der documenta 2 in Kassel und 1960 bei der Triennale von Mailand ausstellten.
In den 1970er-Jahren war Karl Schaper u. a. als Kunsterzieher am Gymnasium im Schloss (Wolfenbüttel) tätig. Im Jahr 1975 waren Schaper und seine Ehefrau Gründungsmitglieder des Kunstvereins Wolfenbüttel. Im Jahr 1988 wurde Karl Schaper mit dem Kunstpreis der SPD-Fraktion im Niedersächsischen Landtag ausgezeichnet. Karl und Susanne Schaper arbeiteten und lebten viele Jahre zusammen in Apelnstedt (Gemeinde Sickte) bei Wolfenbüttel.

## Werk
Karl Schaper war vor allem bekannt durch seine imaginäre Korrespondenz mit toten und lebenden Persönlichkeiten aus Kultur, Politik oder Märchen auf überdimensionalen, holzgeschnitzten Briefen. Schapers Kunst ist gesellschaftskritisch, seine künstlerischen Themen zeigen sich politisch engagiert. Zu dem umfangreichen und vielfältigen Werk gehören Holzobjekte, Holzschnitte, Linolschnitte, Gemälde, Aquarelle, Grafiken, seltsame Objekte (zum Beispiel hölzerne Handtücher und Unterhosen) und auch Tapisserien. Viele der Wandteppiche sind Gemeinschaftswerke. Sie entstanden in Zusammenarbeit mit seiner Frau Susanne Schaper, die Weberei in französischen Manufakturen studiert hatte.

### Ausstellungen
- Stahl und Eisen. Düsseldorf 1952. (preisgekrönt)[1]

### Bücher
- Feld und Grau. Göttingen 1992. (Prosa)[1]

## Ehrungen
- 25. Juli 1995: Verdienstkreuz Erster Klasse des Niedersächsischen Verdienstordens in Sickte[1]